# 大果藤黄
大果藤黄（学名：Garcinia pedunculata）是金丝桃科藤黄属的植物。分布于孟加拉以及中国大陆的西藏、云南等地，生长于海拔250米至1,500米的地区，多生长于低山坡地潮湿的密林中，目前尚未由人工引种栽培。

## 别名
厅尼昔（云南瑞丽景颇语）

## 用處
有瘦身的效果用於運動飲料或保養品等
但饮用還是適量就好